# Park Falls
Park Falls é uma cidade localizada no estado norte-americano de Wisconsin, no Condado de Price.

## Demografia
Segundo o censo norte-americano de 2000, a sua população era de 2793 habitantes.
Em 2006, foi estimada uma população de 2468, um decréscimo de 325 (-11.6%).

## Geografia
De acordo com o United States Census Bureau tem uma área de
9,9 km², dos quais 9,2 km² cobertos por terra e 0,7 km² cobertos por água. Park Falls localiza-se a aproximadamente 454 m acima do nível do mar.

## Localidades na vizinhança
O diagrama seguinte representa as localidades num raio de 48 km ao redor de Park Falls.